# Аульфта-фьорд (Вестюрланд)
Эта статья — о Аульфта-фьорде в регионе Вестюрланд. 
О фьорде в регионе Вестфирдир см. Аульфта-фьорд (Вестфирдир). О фьорде в регионе Эйстфирдир см. Аульфта-фьорд (Эйстфирдир)
Аульфта-фьорд (исл. Álftafjörður, дословно — «лебединый фьорд») — небольшой фьорд на западе Исландии в регионе Вестюрланд.

## Этимология
Буквально с исландского Аульфта-фьорд означает «лебединый фьорд». Так фьорд был назван в честь многочисленных лебедей-кликунов, которые собираются в окрестностях фьорда. Причина такого обилия этих птиц здесь в том, что в относительно мелководном фьорде с хорошо прогреваемой илисто-песчаной литоралью растет большое количество морской травы, являющейся излюбленной пищей для лебедей и других гусеобразных.

## Физико-географическая характеристика
Аульфта-фьорд расположен в западной части Исландии в регионе Вестюрланд на самом востоке полуострова Снайфедльснес, между городами Стиккисхоульмюр и Будардалюр. Является частью фьордового комплекса Брейда-фьорд.
Длина фьорда достигает 7 километров, а ширина — до 3 км. Устье фьорда справа обозначено горой Стрёймафедль (исл. Straumafell; высота до 255 м), отделяющей Аульфта-фьорд от Хваммс-фьорда, а слева — полуостровом Сёйранес (исл. Sauranes), отделяющим Аульфта-фьорд от небольшого Вигра-фьорда (исл. Vigrafjörður).
Горы Эйрарфьядль (исл. Eyrarfjall; высотой до 393 м) и Ульварсфедль исл. Úlfarsfell; 245 м) ограничивают фьорд с востока и запада, а на юге к нему подступает года Каурафедль исл. Kárafell; 333 м). В Аульфта-фьорд впадают небольшие реки Каурастадаау (исл. Kárastaðaá) и Тоурсау исл. Þórsá).

## Хозяйственное использование
В одной из исландских саг, Саге о Людях с Песчаного Берега, повествующей о первых поселенцах на Снайфедльснесе, говорится, что в средние века Гейррид, сестра Гейрреда с Песчаного Берега, имела небольшой постоялый двор, где путешественники могли бесплатно получить жилье и еду.

К этому времени в страну прибыла Гейррид, сестра Гейрреда с Песчаного Берега, и брат выделил ей место для жилья в Городищенской Долине дальше от берега напротив Лебяжьего Фьорда. Она велела возвести главные постройки поперек проезжей дороги, чтобы все люди проезжали их насквозь. Внутри всегда был накрыт стол, и еду с него давали каждому, кто хотел.— Исландские саги
В наше время населённых пунктов на берегах фьорда нет. Есть отдельные фермы и церковь — Нарфейраркиркья (исл. Narfeyrarkirkja) на мысе Скоугарстрёнд (исл. Skógarströnd ).